# UC-75号潜艇
陛下之UC-75号艇是德意志帝国海军于第一次世界大战期间建造的其中一艘UC-II型近岸布雷潜艇或称U艇。它由汉堡的伏尔铿船厂承建，于1916年11月6日新船下水，至同年12月6日交付使用。其全长50.5米，水面及水下排水量分别为410吨和493吨，艇载武器则包括三具鱼雷发射管、六具水雷滑射槽以及一门88毫米口径甲板炮。UC-75号入役后曾先后被部署至驻北海的第一区舰队和驻比利时的佛兰德区舰队，并参与了大西洋潜艇战。通过其十三次巡逻，共直接或间接击沉59艘协约国和中立国舰船，累计总吨位为84,498吨。1918年5月31日，该艇在英格兰东岸袭击一支护航船队时遭英国驱逐舰小仙子号冲撞并击沉，造成艇内17名官兵阵亡，另余14人幸存。

## 设计
1915年秋天，由于中立国美国的干预，U艇战几乎陷入停顿，导致德国广泛开展《国际法》所允许的水雷战，从而使布雷潜艇的需求量相应增加。德意志帝国海军潜艇监察局（Inspektion des U-Bootwesens）的开发部门留意到了这一点，遂以UB-II型为基础，按照兼顾布雷效率和生产速度的要求，以41号工程的名义设计了UC-II型潜艇。为了弥补前型UC-I型的缺陷，UC-II型艇不仅更大，而且采用双轴推进系统。然而，与前型最主要的区别在于，UC-II型艇重新运用了双壳体结构。但它并非纯粹的双体潜艇，而是一种中间过渡型；因为外层没有封闭耐压壳体，而是作为鞍形水柜附在上方。
UC-75号是64艘UC-II型方案的其中一艘。这个亚型的艇体结构与UB-II型类似，但体积更大，全长为50.5米，并有3.65米的吃水深度；由于不再考虑铁路运输的装载限界，舷宽也得以增至5.22米。其水上和水下排水量分别为410吨和493吨。艇只采用两台科尔庭六缸四冲程600匹公制馬力（440千瓦特）柴油机用于水面运行，以及两台620匹公制馬力（460千瓦特）的西门子-舒克特电动发电机用于水下航行；水面最高航速11.8節（21.9每小時），水下7.3節（13.5每小時）；能够在水面以7節（13每小時）航速续航10,230海里（18,950），或以4節（7.4每小時）连续在水下航行52海里（96）而无需充电。其潜没需时约为30秒，能够在50米的深度下运作。
作为布雷潜艇，UC-75号改将六具布雷滑射槽安装在艇体前部，每具储存井内的水雷数量增至3枚，即合共18枚UC200型水雷。布雷时只需将存储井底部的盖板打开，水雷便可凭借自身重量滑入水中。随着滑射槽长度增加，艇体艏楼的上层建筑被抬高，上层建筑与司令塔之间的凹陷处布置了一门88毫米30倍径速射炮作为甲板炮。但由于位置相对较低，火炮甲板在恶劣海况下很容易被涌浪淹没。此外，UC-75号还装备有三具500毫米鱼雷发射管，这极大提升了潜艇的攻击能力。其中艇艏两具外置在两侧、艇艉一具则为内置式，并可搭载合共7枚G6型鱼雷。其标准船员编制为3名军官及23名水兵。

## 历史
1916年1月12日，在海军元帅阿尔弗雷德·冯·提尔皮茨的倡议下，国家海军办公室分别向五家德国造船厂发包第三批次的UC-II型潜艇。UC-75号因此成为汉堡伏尔铿船厂承建的该批次二号艇，建造编号为80。它于1916年11月6日新船下水，至同年12月6日在首度担任艇长的海军上尉格奥尔格·佩希的指挥下交付使用，随即展开海试。在佩希之后，还有两人曾相继担任UC-75号艇长，其中包括一战王牌暨功勋指挥官、海军中尉约翰内斯·洛斯（1917年3月17日－1918年1月30日）。完成海试后，该艇先是于1917年2月10日被编入驻布伦斯比特尔科格的第一潜艇区舰队，自同年8月5日起又转配至驻泽布吕赫的佛兰德区舰队，成为海军佛兰德集团军的一份子。。
在为期十五个月的服役生涯中，UC-75号参与了大西洋潜艇战，足迹遍及北海海峡、爱尔兰海、凯尔特海、英吉利海峡和英格兰东部等多处水域。通过十三次布雷及破交战巡逻，该艇合共击沉协约国或中立国的55艘商船、2艘军舰和2艘辅助军舰，累计总吨位为84,498吨。其中，体积最大的受害者是容积总吨为8,184吨的英国轮船战盔号（War Helmet），它于1918年4月19日从伦敦空舱驶往巴里的途中，在距奥韦斯灯船东北偏北约3海里（5.6）处遭UC-75号发射鱼雷击沉。而注册吨位达9,399吨的英国客轮亚特兰蒂安号（Atlantian）尽管显著更大，但它于1917年11月3日在曼岛以南遇袭时仅仅受损，并未沉没。此外，隶属英国皇家海军、排水量为1,200吨的单桅战船薰衣草号也于1917年5月5日在迈恩角以南遭到UC-75号击沉，造成舰上22名官兵阵亡。
1918年5月31日，当UC-75号在英格兰东岸意图袭击一支护航船队时，被英国轮船布莱登尼安号（Blaydonian）发现并实施冲撞。潜艇只得在船队阵中浮出水面，继而遭到负责护航的英国驱逐舰小仙子号的攻击和撞击。UC-75号在53°57′N 0°9′E / 53.950°N 0.150°E处迅速沉没，导致艇内17名官兵阵亡、另余14名幸存者被俘，其中包括两名在沉没时跳上了驱逐舰艏楼的水兵。尽管如此，小仙子号在撞击过程中也遭受了严重的破坏，并于不久之后便在弗兰伯勒角以南约10海里（19）处沉没。

## 袭击历史摘要
| 日期           | 船名                  | 船籍         | 吨位  | 结局 |
| -------------- | --------------------- | ------------ | ----- | ---- |
| 1917年3月25日  | 工业号                | 英国         | 133   | 击沉 |
| 1917年3月25日  | 马歇尔号              | 挪威         | 1,123 | 击沉 |
| 1917年3月25日  | 梅迪安号              | 英国         | 214   | 击沉 |
| 1917年3月25日  | 罗斯林号              | 英国         | 113   | 击沉 |
| 1917年3月28日  | 权宜号                | 英国         | 145   | 击沉 |
| 1917年3月29日  | 沙尔迪斯号            | 比利时       | 1,241 | 击沉 |
| 1917年5月1日   | 阿利德号              | 俄罗斯帝国   | 175   | 击沉 |
| 1917年5月3日   | 卡伯里王号            | 英国         | 31    | 击沉 |
| 1917年5月3日   | 埃莉诺号              | 英国         | 31    | 击沉 |
| 1917年5月3日   | 法斯耐特号            | 英国         | 31    | 击沉 |
| 1917年5月3日   | 希伯尼亚号            | 英国         | 21    | 击沉 |
| 1917年5月3日   | 幸运姑娘号            | 英国         | 10    | 击沉 |
| 1917年5月3日   | 北方之星号            | 英国         | 15    | 击沉 |
| 1917年5月3日   | 爱德华·伯克贝克爵士号 | 英国         | 23    | 击沉 |
| 1917年5月4日   | 玛丽号                | 法國         | 133   | 击沉 |
| 1917年5月5日   | 薰衣草号              | 英國皇家海軍 | 1,200 | 击沉 |
| 1917年5月6日   | 总统号                | 法國         | 354   | 击沉 |
| 1917年5月15日  | 波吕许谟尼亚号        | 英国         | 2,426 | 击沉 |
| 1917年6月7日   | 威廉号                | 英国         | 187   | 击沉 |
| 1917年6月11日  | 盎格鲁人号            | 英国         | 5,532 | 击沉 |
| 1917年6月12日  | 奖品号                | 英國皇家海軍 | 199   | 击伤 |
| 1917年6月18日  | 凯思兰巴号            | 英国         | 6,382 | 击伤 |
| 1917年6月19日  | 凯尔索号              | 英国         | 1,292 | 击沉 |
| 1917年6月20日  | 贝妮塔号              | 英国         | 130   | 击沉 |
| 1917年6月20日  | 比达泰斯号            | 法國         | 123   | 击沉 |
| 1917年7月29日  | 圣马克夫号            | 法國         | 1,117 | 击沉 |
| 1917年8月1日   | 卡琳娜号              | 英国         | 4,222 | 击沉 |
| 1917年8月3日   | 山毛榉园号            | 英国         | 4,763 | 击沉 |
| 1917年8月3日   | 玛丽·B·米切尔号       | 英國皇家海軍 | 227   | 击伤 |
| 1917年8月25日  | 塞姆里人号            | 英国         | 1,014 | 击沉 |
| 1917年8月29日  | 库罗伊号              | 英国         | 2,470 | 击沉 |
| 1917年8月29日  | 林伯恩号              | 英国         | 587   | 击沉 |
| 1917年9月28日  | 威廉·米德尔顿号       | 英国         | 2,543 | 击伤 |
| 1917年10月9日  | 美因号                | 英国         | 715   | 击沉 |
| 1917年10月12日 | W·M·巴克利号          | 英国         | 569   | 击沉 |
| 1917年10月13日 | 艾斯克梅尔号          | 英国         | 2,293 | 击沉 |
| 1917年10月19日 | 黑泽尔伍德号          | 英国         | 3,120 | 击沉 |
| 1917年11月3日  | 交付者号              | 英國皇家海軍 | 79    | 击沉 |
| 1917年11月3日  | 亚特兰蒂安号          | 英国         | 9,399 | 击伤 |
| 1917年11月4日  | 隆维号                | 法國         | 2,315 | 击沉 |
| 1917年11月8日  | 侯爵号                | 英国         | 373   | 击沉 |
| 1917年12月1日  | 大戟号                | 英国         | 3,109 | 击沉 |
| 1917年12月1日  | 吕达尔庄园号          | 英国         | 3,314 | 击沉 |
| 1917年12月4日  | 米尔顿号              | 英国         | 3,267 | 击伤 |
| 1917年12月7日  | 额尔金伯爵号          | 英国         | 4,448 | 击沉 |
| 1917年12月28日 | 阿尔弗雷德·H·里德号   | 英国         | 457   | 击沉 |
| 1917年12月28日 | 奇里波号              | 英国         | 4,050 | 击沉 |
| 1918年1月3日   | 阿斯堡号              | 挪威         | 2,750 | 击沉 |
| 1918年1月4日   | 春日号                | 英国         | 39    | 击沉 |
| 1918年1月4日   | 感激号                | 英国         | 40    | 击沉 |
| 1918年1月4日   | 伐楼拿号              | 英国         | 40    | 击沉 |
| 1918年1月5日   | 约兰瑟号              | 英国         | 3,081 | 击沉 |
| 1918年1月6日   | 阿尔卡号              | 英国         | 4,839 | 击伤 |
| 1918年1月7日   | 加斯科尼号            | 英国         | 3,133 | 击沉 |
| 1918年1月7日   | 利昂号                | 法國         | 2,401 | 击沉 |
| 1918年3月5日   | 爱德华·玛丽号         | 比利时       | 32    | 击沉 |
| 1918年3月9日   | 玛格丽特号            | 英国         | 10    | 击沉 |
| 1918年3月10日  | 日出号                | 英国         | 56    | 击沉 |
| 1918年3月10日  | 波动号                | 英国         | 47    | 击沉 |
| 1918年3月13日  | 阿尔诺·门迪号         | 西班牙       | 2,827 | 击沉 |
| 1918年3月14日  | 特威德号              | 英国         | 1,777 | 击沉 |
| 1918年3月17日  | 伊莱扎·安妮号         | 英国         | 36    | 击沉 |
| 1918年3月18日  | 领航者号              | 英国         | 3,803 | 击伤 |
| 1918年3月28日  | 屈莱顿号              | 英国         | 5,839 | 击伤 |
| 1918年4月16日  | 亨格福德号            | 英国         | 5,811 | 击沉 |
| 1918年4月19日  | 战盔号                | 英国         | 8,184 | 击沉 |
| 1918年5月12日  | 本劳尔斯号            | 英国         | 3,949 | 击伤 |
| 1918年5月29日  | 德克号                | 英國皇家海軍 | 181   | 击沉 |
| 1918年5月31日  | 小仙子号              | 英國皇家海軍 | 355   | 击沉 |

## 脚注
1. 1 2 3  Helgason, Guðmundur. . German and Austrian U-boats of World War I - Kaiserliche Marine - Uboat.net.   [2009-02-23].
2. ↑  Tarrant，第173頁.
3. 1 2 3  Gröner 1991，第31-32頁.
4. 1 2  Helgason, Guðmundur. . German and Austrian U-boats of World War I - Kaiserliche Marine - Uboat.net.   [2023-03-08].
5. ↑  Helgason, Guðmundur. . German and Austrian U-boats of World War I - Kaiserliche Marine - Uboat.net.   [2023-03-08].
6. ↑  Helgason, Guðmundur. . German and Austrian U-boats of World War I - Kaiserliche Marine - Uboat.net.   [2023-03-08].
7. ↑  陈进，第48頁.
8. ↑  . Navypedia.   [2022-09-16]. （原始内容存档于2023-01-20）.
9. ↑  陈进，第46頁.
10. ↑  Herzog，第139頁.
11. 1 2  Helgason, Guðmundur. . German and Austrian U-boats of World War I - Kaiserliche Marine - Uboat.net.   [2014-12-08].
12. ↑  Helgason, Guðmundur. . German and Austrian U-boats of World War I - Kaiserliche Marine - Uboat.net.   [2023-03-07].
13. ↑  Helgason, Guðmundur. . German and Austrian U-boats of World War I - Kaiserliche Marine - Uboat.net.   [2023-03-08].
14. ↑  Helgason, Guðmundur. . German and Austrian U-boats of World War I - Kaiserliche Marine - Uboat.net.   [2023-03-08].
15. ↑  Helgason, Guðmundur. . German and Austrian U-boats of World War I - Kaiserliche Marine - Uboat.net.   [2023-03-08].
16. ↑  .   [2013-06-01]. （原始内容存档于2016-03-05）.